# Goodenia quadrifida
Goodenia quadrifida är en tvåhjärtbladig växtart som först beskrevs av Carolin, och fick sitt nu gällande namn av R. Carolin. Goodenia quadrifida ingår i släktet Goodenia och familjen Goodeniaceae. Inga underarter finns listade i Catalogue of Life.